# Coronation (Alberta)
Coronation est une ville (town) du Comté de Paintearth No 18, située dans la province canadienne d'Alberta.

## Démographie
En tant que localité désignée dans le recensement de 2011, Coronation a une population de 947 habitants dans 391 de ses 455 logements, soit une variation de -6.7% avec la population de 2006. Avec une superficie de 3,734 1 km2, la ville possède une densité de population de 253,608 6 hab/km2 en 2011.
Concernant le recensement de 2006, Coronation abritait 1 015 habitants dans 434 de ses 457 logements. Avec une superficie de 3,734 1 km2, la ville possédait une densité de population de 271,8 hab/km2 en 2006.
| 2001 | 2006  | 2011 | 2016 |
| ---- | ----- | ---- | ---- |
| 902  | 1 015 | 947  | 940  |